# Phyllidia ocellata
Phyllidia ocellata Cuvier, 1804 è un mollusco nudibranchio appartenente alla famiglia Phyllidiidae.

## Descrizione
Corpo giallo acceso, con strisce nere contornate in azzurro semicircolari, tubercoli bianchi simili a verruche. Il nome deriva dalla forma delle macchie nere circolari sul corpo. Rinofori giallo-arancio o bianchi. Nessun ciuffo branchiale.

## Distribuzione e habitat
La specie ha un areale Indo-Pacifico.
Fino a 20 metri di profondità.